# Porites profundus
Porites profundus là một loài san hô trong họ Poritidae. Loài này được Rehberg mô tả khoa học năm 1892.